# Daniela (album)
Daniela (album), è una raccolta di successi del cantante Christian.

## Tracce
1. Daniela
2. Giochi d'amore
3. Sole nero
4. Parlami di lei
5. Non so dir, ti voglio bene
6. Non voglio perderti
7. Piccola incosciente
8. Ma ci pensi tu (Cu Cu rru cu cu paloma)
9. Bella tu!
10. Adesso amiamoci